# Surensemble
Das Surensemble ist ein Jazzensemble unter der Leitung des chilenischen Schlagzeugers und Komponisten Pablo Sáez Cerpa in Deutschland.

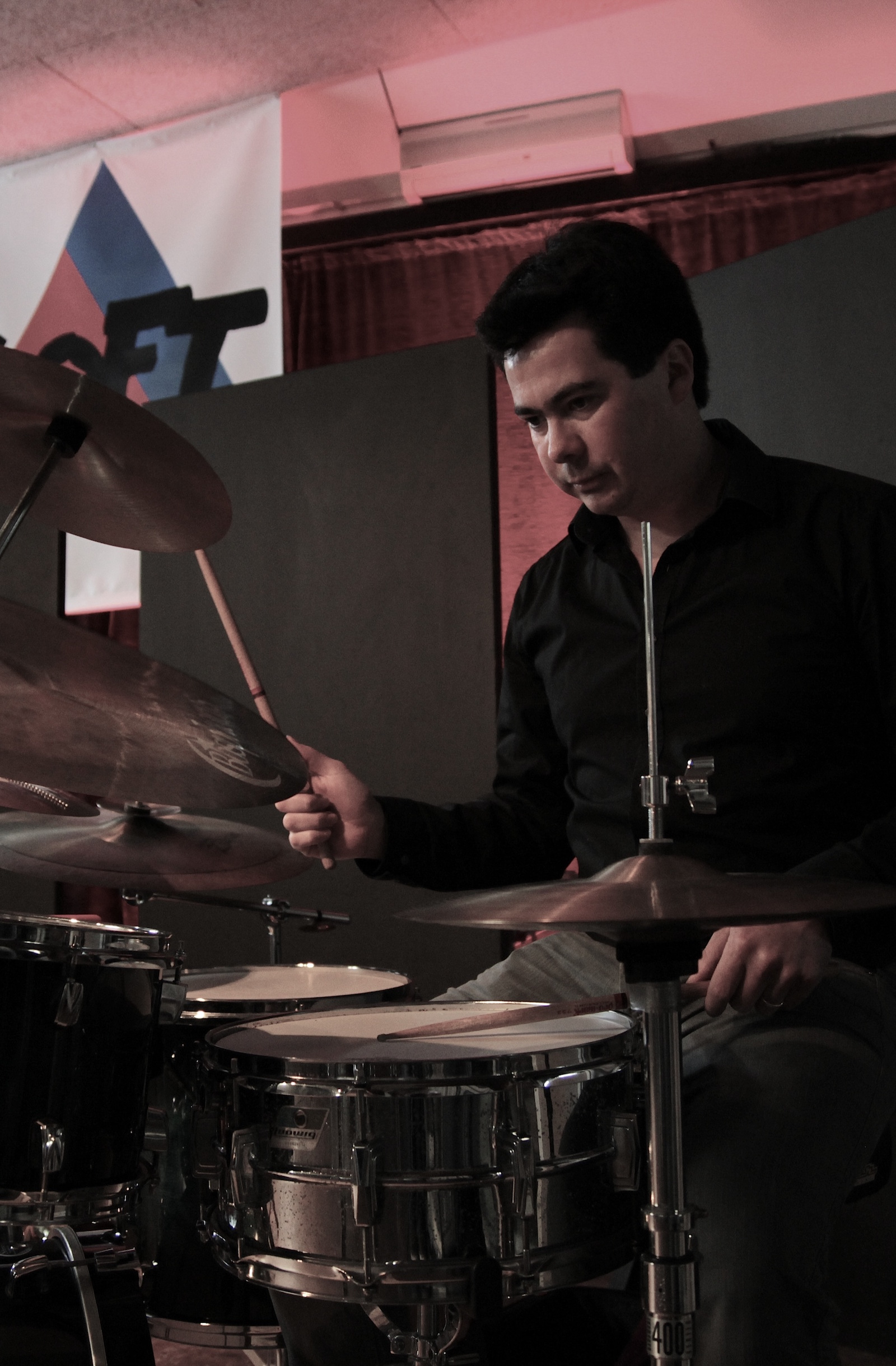
Pablo Sáez

## Band
Die Band ist ein Quintett aus Künstlern unterschiedlicher Nationalitäten, das eine Mischung aus lateinamerikanischer Fusion und zeitgenössischem Jazz bietet. Der Name „Surensemble“ spiegelt das Engagement der Band für kulturelle Begegnungen und die Verschmelzung von Stilen wider. „Sur“ ist ein französisches Präfix, das „über“ oder „oben“ bedeutet.Das Konzept der Band hat den Anspruch, die kulturelle Vielfalt der Mitglieder zusammenzuführen, um einzigartigen Fusion Jazz zu kreieren.

## Alben
Das Ensemble hat mehrere zwei Alben veröffentlicht, darunter „Surensemble“ und „Inmanencia“. Die erste Platte komponierte Musik auf einer musikalischen Zelle, die auf der Zahl 108 basiert. Der Zahl wird tief in verschiedenen musikalischen Parametern wie Harmonie, Melodie, Polyrhythmik und Kontrapunkt entwickelt. Die Gruppe hat auch eine starke Verbindung zu ihren südamerikanischen Wurzeln, die sie jedoch nicht daran hindert, sich von der europäischen Einflussnahme, die Sáez seit seiner Ankunft in Köln im Jahr 2008 erfahren hat, inspirieren zu lassen.
Die letzte Produktion der Gruppe, „Inmanencia“, enthält acht Songs. Die CD wurde großteils live 2018 im Kölner Loft aufgenommen und zeigt das Engagement der Band für die künstlerische Weiterentwicklung. Die Band wird auf der Bühne von Schlagzeuger Pablo Sáez geleitet und das Line-Up zeichnet sich (wie der ersten Platte) durch zwei Gitarristen aus, die jeweils sehr unterschiedlich spielen. Musik an sich beschreibt die Musik des Tonträgers als „Verbindung aus afro-amerikanischen Wurzeln, folkloristischen Elementen und modernem Jazz mit Einflüssen der Fusion-Bewegung seit den Siebzigern.“ Außerdem integriert es ein Arrangement von Astor Piazzollas „Libertango“.

## Sound
Musikreviews schreibt: „Klanglich ist das Album superb, insbesondere für eine Live-Aufnahme“. Surensemble wurde vom Grammy-Gewinner Michael Bishop abgemischt und von dem deutschen Musiker, Komponisten und Toningenieur und Produzenten Walter Quintus gemastert. Die Platte „Inmanencia“ wurde vom Christian Heck abgemischt und von dem amerikanischen Schlagzeuger Nate Wood gemastert.
Das Quintett hat in Deutschland viel Anerkennung für seine Kreativität und seine interpretatorische Qualität erhalten und zeigt ein großes Engagement für den kulturellen Austausch und die Verschmelzung von Stilen.

## Diskographie
Surensemble (2017)

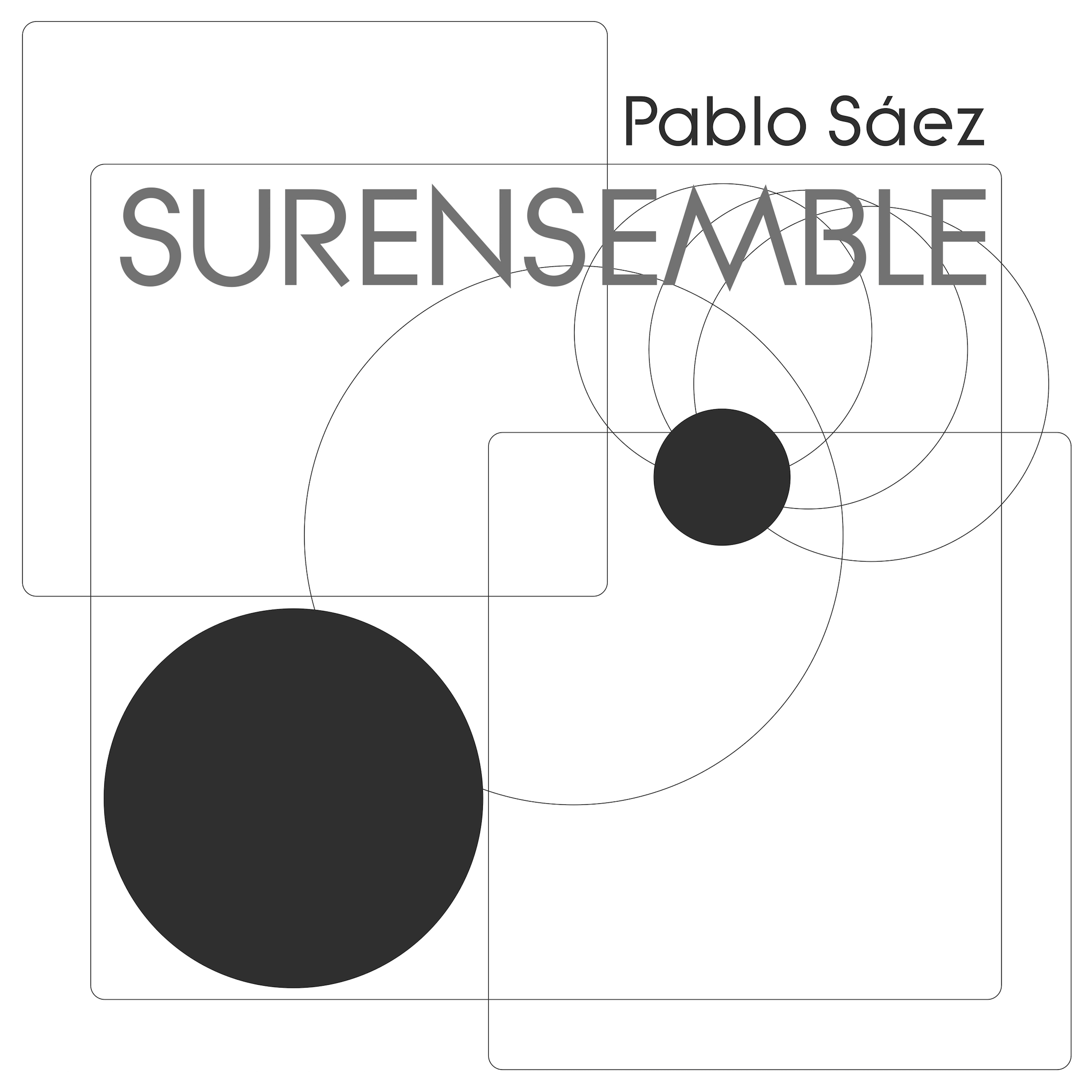
Surensemble (2017) Das Debütalbum des Projekts „Surensemble“ präsentiert eine originelle Fusion aus südamerikanischer Folklore, Jazz und Kammermusik.

- João Luis Nogueira, akustische Gitarre
- Alvaro Severino, elektrische Gitarre
- Pablo Paredes, Piano
- André de Cayres, Kontrabass
- Pablo Sáez, Schlagzeug, Xylophon, Arrangement und Komposition

Las Preguntas de Cristóbal - Single (2021)
- Anette Maiburg: Querflöte, Altflöte
- Anna Tocchetti: Geige
- Norman Peplow: Piano, Cajón
- Joan Chávez: Kontrabass
- Álvaro Severino: Gitarre
- Pablo Sáez: Schlagzeug, Komposition

Inmanencia (2022)
- Pablo Sáez: Schlagzeug, Komposition, O-Ton
- Philipp Brämswig: Jazz-Gitarre
- Miguelángel Clerc: Akustische Gitarre
- Norman Peplow: Piano
- Joan Chávez: Kontrabass

Stay Together (2024)
- Norman Peplow: Piano
- Álvaro Severino: Gitarre, Ak. Gitarre
- André de Cayres: Kontrabass, E-Bass
- Jaime Gamero: Latin Percusion
- Pablo Sáez: Schlagzeug, Komposition, O-Ton
- Matthias Schriefl: Trompete
- Andy Hunter: Posaune
- Daniel Manrique-Smith: Flote
- Jens Böckamp: Tenor Sax, Klarinete
- Hernan Angel: Tuba, Charango